# Pariaguán
Pariaguán est une localité du Venezuela, chef-lieu de la municipalité de Francisco de Miranda dans l'État d'Anzoátegui. Fondée le 21 juin 1744, la ville est située dans une des zones les plus sèches du pays, le plateau dit mesa de Guanipa sur la faille pétrolifère de l'Orinico. En 2011, sa population s'élève à 69 618 habitants. Autour de la ville s'articule la division territoriale et statistique de Capitale Francisco de Miranda.

## Sources
- (es) Cet article est partiellement ou en totalité issu de l’article de Wikipédia en espagnol intitulé « Pariaguán » (voir la liste des auteurs).